# Јелена Медић
Јелена Медић (Нови Сад, 7. новембар 1980) српска је и босанскохерцеговачка фотографкиња, драматуршкиња и глумица. 

## Биографија
Рођена Новосађанка Јелена Медић своју фотографску каријеру градила је и гради излажући радове у Босни и Херцеговини и иностранству. Њен студио се налази у Бања Луци, где је завршила Академију умјетности и то дипломиравши на студијском програму драмских уметности на два смера: глуми и драматургији. После студија, годинама је радила на касније награђеним позоришним и филмским остварењима, оживела је позоришну сцену у Лакташима и основала Интернационални театарски фестивал. Након десет година рада у позоришту, окреће се фотографији. Прво се бавила комерцијалном фотографијом, а од почетка 2020. наставља да уметничком фотографијом истражује човеков унутрашњи свет. Главна интересовања су јој портрет и акт. Фото-апаратом истражује емоције и посматра како се дух и душа пројектују на фотографију. Својим делима тежи да инспирише људе на свесност, охрабрује да се пропита колективно несвесно, утврди шта је формирало нашу личност и открије шта је наше сопство, како дефинише Карл Густав Јунг, што се нарочито показало потребним током пандемије ковида 19.
Изложбе Јелене Медић су углавном постављене на отвореном простору, или на објектима са којима се становништво свакодневно среће, и састоје се од црно-белих фотографија немалих формата. На овај начин, дела јој се директно обраћају великом броју људи без обзира на пол, социјални статус, занимање, националност, конфесију или било коју другу одредницу. Једна од Јелениних запаженијих изложби је „Будни”, у оквиру које су фотографије 25 босанскохерцеговачких уметника („мирних ратника за истину”) истовремено истакнуте на 116 билборда и огласних паноа на аутобуским стајалиштима и другим местима у 18 градова земље, међу којима су: Сарајево, Бања Лука, Мостар, Тузла, Бијељина, Требиње и др. Идеја изложбе је била да се у јавном простору ликови политичара замене лицима артиста и других духовних радника, и то само два дана након локалних избора 2020. године, да се грађани позову на личну трансформацију и исцељење. На „будност” су их позивали: вајар Бојан Микулић, ликовна уметница Нина Бабић, фотографкиње Тајана Дедић Старовић и сама ауторка, глумци Ања Илић, Златан Видовић, Слађана Зрнић, певачица и пијанисткиња Марија Шестић, рагбиста Сретен Зец... Уметница је ову инсталацију описала као „кампању за уметност, истину, слободу, љубав и право на аутентичност”. Изложба „Будни” није сведена само на оквире презентовања фотографија, већ се ширила у разним правцима, па је покренут и блог „Разговори о буђењу” на Јеленином веб-сајту, који укључује и видео-секвенце на Јутјубу, а основано је и удружење грађана Клуб „Будни” с циљем унапређења и промоције свесног и одговорног начина живљења.
У Галерији „Плус” Музеја савремене умјетности Републике Српске у Бања Луци Јелена је новембра исте године изложила 13 портрета и актова 12 бањалучких уметница из пројекта „Будни”, од којих је направљен календар за 2021. Наредне јесени, пет радова насталих кроз пројекат „СвоЈа” приказала је на изложби „Сада”, делу Фестивала „Fotojenia” у палати „Виљависенсио” у андалузијском граду Херез де ла Фронтера, у друштву још шест својих колегиница из Босне и Херцеговине.
На изложби „Шта је нама наша борба дала”, приређеној у бањалучком Музичком павиљону „Стакленац“ 2022, могле су се видети фотографије на којима је спортисткиња Горица Билак Моцоња. Изложба је отворена на Осми март и пропитивала је да ли је женска револуција, поред многих позитивних тековина, донела и негативне последице женама, те колико се људи везују за идеологије.
Увршћена је у „Енциклопедију националне дијаспоре”, коју уређује Иван Калаузовић Иванус.
Живи и ствара у Бања Луци.

## Одабране изложбе
Сама свој бели миш. [...] Фото-апарат је моје оруђе и мој штит. [...] Јер ми, људи, смо триста чуда, а не само углађена, испеглана и нашминкана појавност коју пати жеља да се допадне другима..

Јелена Медић
- Будни (широм БиХ, 2020)
- Умјетнице Бањалуке (Бања Лука, 2020)
- Сада (Херез де ла Фронтера, 2021)
- Шта је нама наша борба дала (Бања Лука, 2022)